# Брешиа (баскетбольный клуб)

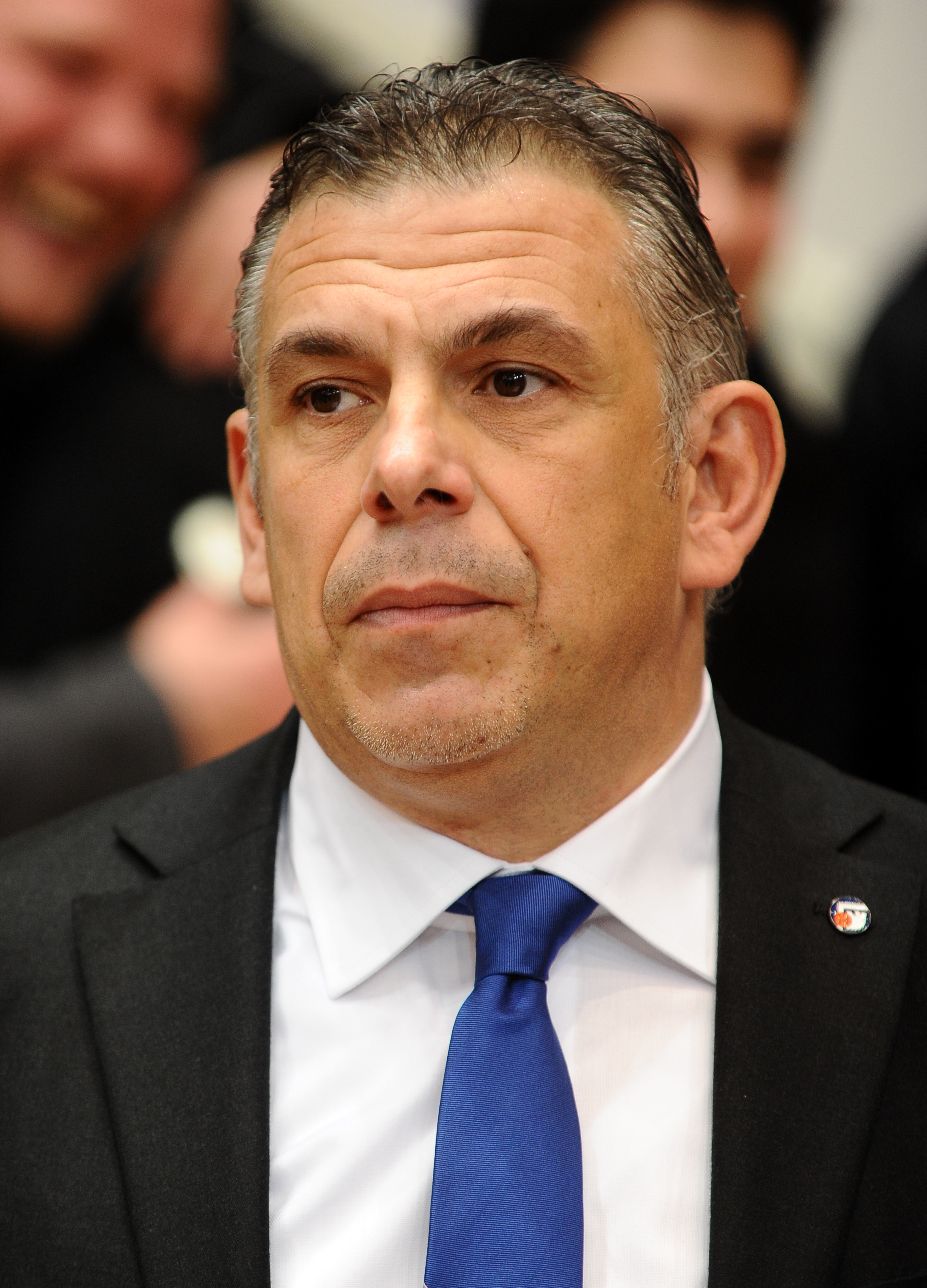
Альберто Мартелосси - тренер «Брешиа» в 2013 году.

«Брешиа» (итал. Pallacanestro Brescia) — итальянская баскетбольная команда из Брешии, Ломбардия, основанная в 2009 году. До 2020 года команда называлась «Баскет Брешиа Леонесса» (ит. Basket Brescia Leonessa). Бала основана в 2009 году, команда играет в лиге Серии А с сезона 2016/17 и в Еврокубке с сезона 2018/19, домашние игры проходят в Палалеонесса.
Клуб известен под названием «Germani Brescia» благодаря спонсорской поддержке Germani S.p.A. Брешии. До сезона 2015/2016 основным спонсором был Centrale del Latte.

## История создания
«Брешиа Леонесса» официально была основана 2 июля 2009 года благодаря передаче спортивного титула баскетбольным клубом «ЮВи Кремона» (Juvi Cremona Basket), который был зачислен в любительскую лигу Серии А. В результате, баскетбол вернулся в город после тринадцатилетнего отсутствия.

### Сезон 2009/2010: первый год
Вступив в любительскую лигу Серии А 2009/2010, благодаря правам «ЮВи Кремона», «Брешиа Леонесса» начала формировать состав, который частично унаследовала от «ЮВи Кремона»: разыгрывающий Мауро Кварони, тренер Адриано Фурлани и весь технический персонал, включая помощника тренера Массимо Джаннони. В состав команды так же вошли Массимо Реццано, Паоло Альберти, Бернардо Муссо, Маттео Россетти, Николас Кроу, Федерико Майокко, Роберто Маджио, Джакомо Винати, Николо Петруччи и близнецы Давиде и Сандро Марелли. Позже к команде присоединились Дамиано Верри и Якуб Войцеховски.
В первом официальном матче «Брешиа» уступила «Вероне» в Кубке Италии. Они закончили регулярный сезон на пятом месте, впоследствии уступив в первом раунде плей-офф «Фулгор Оменья» (ит. Fulgor Omegna).

### Продвижение в Lega Due
В следующем году «Брешиа» снова выступала в любительской лиге серии A. Фурлани продолжал тренировать команду. Бернардо Муссо и близнецы Марелли покинули команду, на смену пришли Массимо Фариоли, Стевана Стойкова, Франко Бушати, Лоренцо Гергати, Марио Джозе Герсетти и Марко Маганца.
Руководство команды приняло решение заменить тренера Фурлани на Сандро Делльаньелло, бывшего тренера «Рейер Венеция». Команда подписала контракт с Дамиано Бриго и Родольфо Ромбальдони. Команда завершила сезон на втором месте с 42 очками.
В плей-офф «Брешиа» выиграла полуфинал у «Баскет Перуджа», бывшей команды Бернардо Муссо, со счетом 3:1, и таким образом вышла в финал против «Баскет Трапани». 20 мая 2011 года «Брешиа» обыграла «Трапани» в третьей игре плей-офф, тем самым получив титул чемпиона Италии среди любительских команд и участие в лиге Lega Due 2011/2012.

### Участие в Lega Due

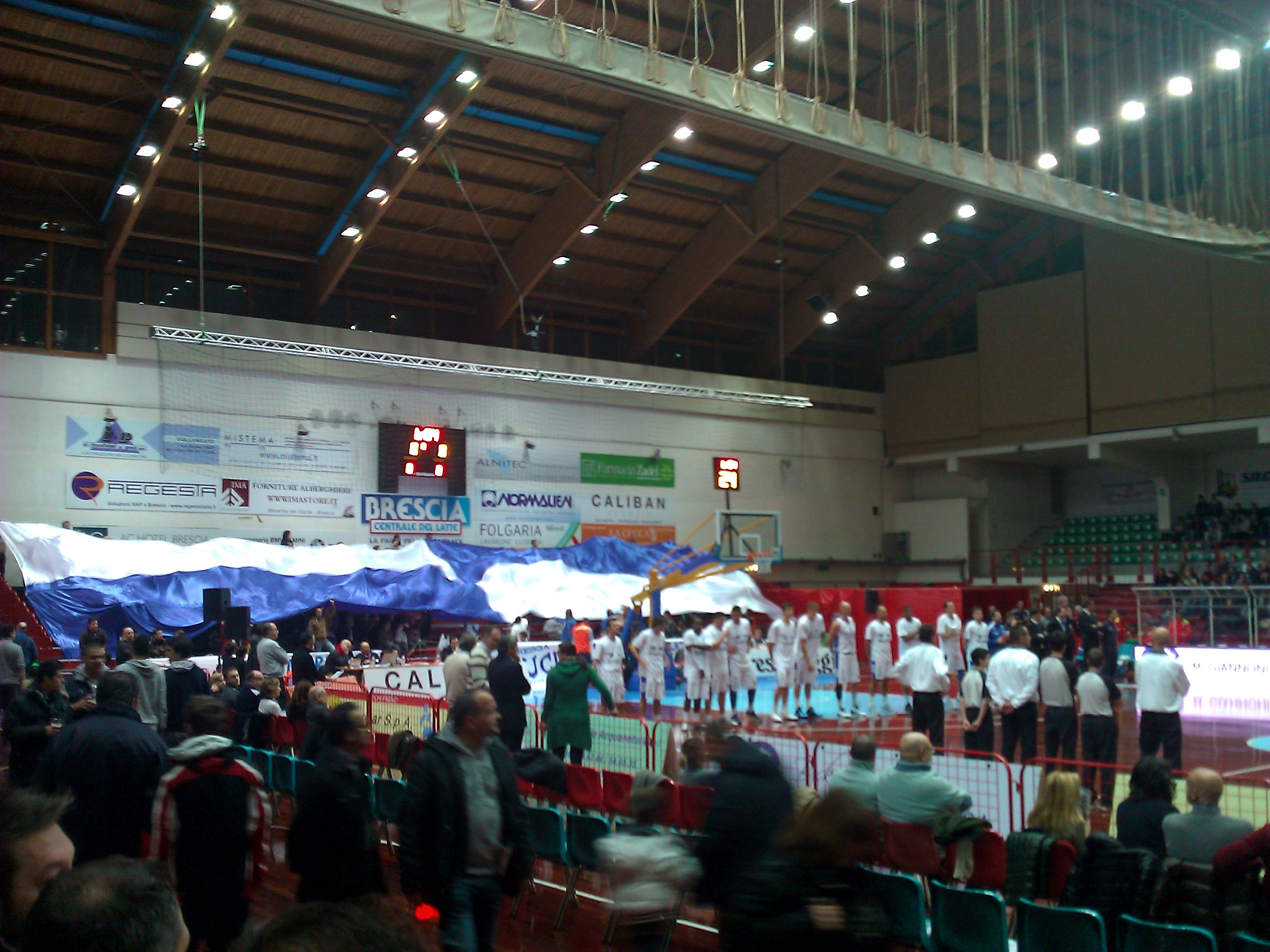
Домашняя игра в 2012 году

В сезоне 2011/12 несколько игроков из старого состава продолжили участие в команде, включая Ромбальдони, Стойкова, Гергати, Бушати, Герсетти, Фариоли и Реццано, к которым присоединились Андреа Сканци, Деивидас Бусмы, Леемир Голдвира и Райан Томпсона. Из-за травмы, которую получил Реццано на предсезонном матче, клуб решил заменить его на Федерико Лестини, который выступал из «Форли». Несмотря на участие в Lega Due в качестве новичка, «Брешиа» сумела занять седьмое место в регулярном чемпионате, что позволило им принять участие в плей-офф, сразившись с четвертой командой лиги, «Дживовой Скафати», одержав 15 побед и 13 поражений.
В начале сезона 2012/2013 Альберто Мартелосси стал главным тренером клуба. В плей-офф 2012/2013 «Брешиа» сначала обыграла «Фулгор Либертас Форли» в четвертьфинале с убедительной победой 3:0, а затем «Аквила Баскет Тренто» в полуфинале, что вывело команду в финал против «Пистойи» (ит. Pistoia Basket 2000). 22 июня серия окончилась поражением «Брешиа» со счетом 60-47.

### Участие в Серии А2
24 июня 2016 года «Брешиа» осуществила мечту о переходе в Серию А. «Брешиа Леонесса» выиграла лигу Серии А2 после победы над «Фортитудо» в пятой игре плей-офф лиги и вернулась в высшую лигу спустя 28 лет.
В 2018 году «Брешиа» вышла в финал Кубка Италии (ит. La Coppa Italia). Команда проиграла со счетом 69-67, а «Ауксилиум Торино» выиграл свой первый Кубок в истории. В следующем сезоне команда выступала в Еврокубке. Свой первый европейский матч «Брешиа» провела дома против «Монако», проиграв 68-80. 24 октября 2018 года Брешиа одержала свою первую победу в Еврокубке, выиграв 69-61 у «Црвена звезда». В июле 2020 года клуб сменил название с «Баскет Брешиа» на «Паллаканестро Брешиа», но спонсорское название «Germani» осталось.

## Арена
Ранее клуб проводил свои домашние матчи на арене «Палагеорге»(ит. PalaGeorge), расположенной в Монтикьяри, которая вмещает 5 500 зрителей. 16 января 2017 года состоялась официальная презентация проекта новой арены, расположенной в Брешии. Она получила название «Палалеонесса». Строительные работы завершились в 2018 году. Сезон 2018/2019 начался с торжественного открытия новой спортивной арены «Палалеонесса».